# 圣母领报教堂 (巴黎)

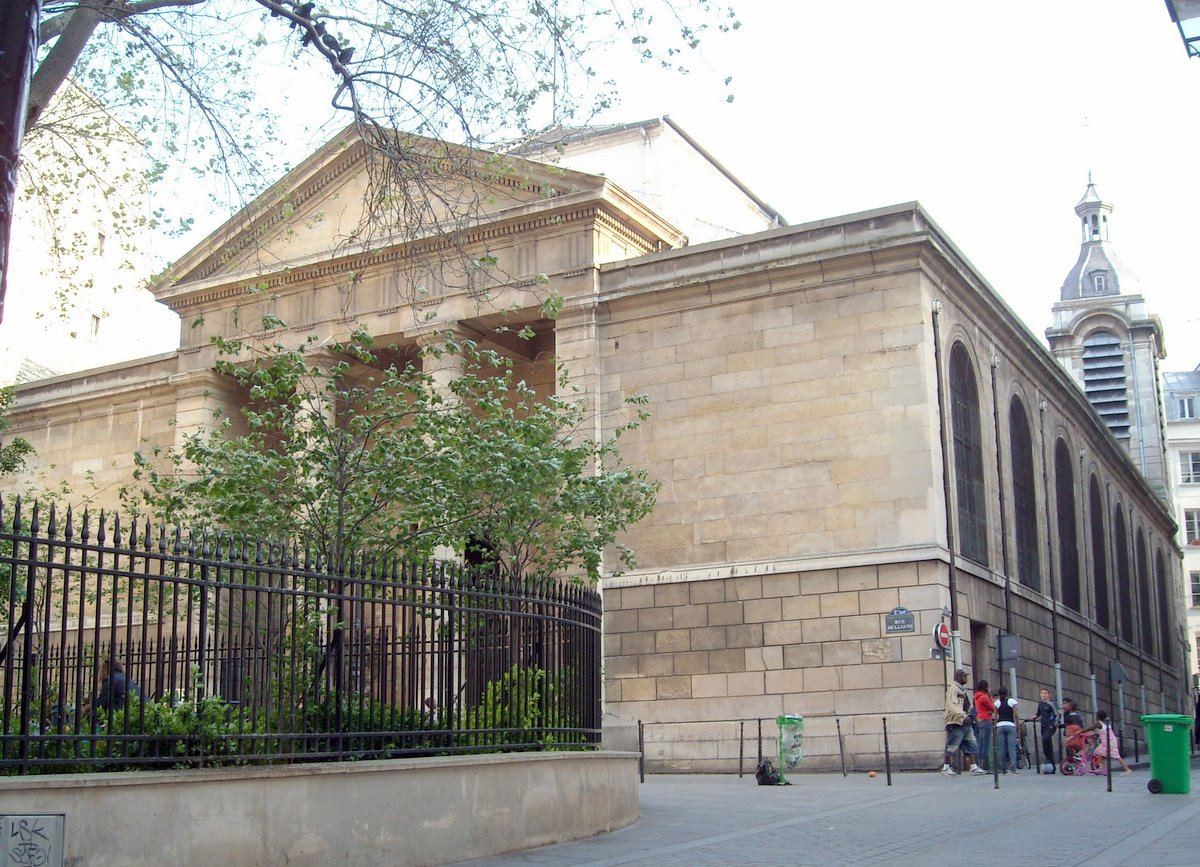
圣母领报教堂

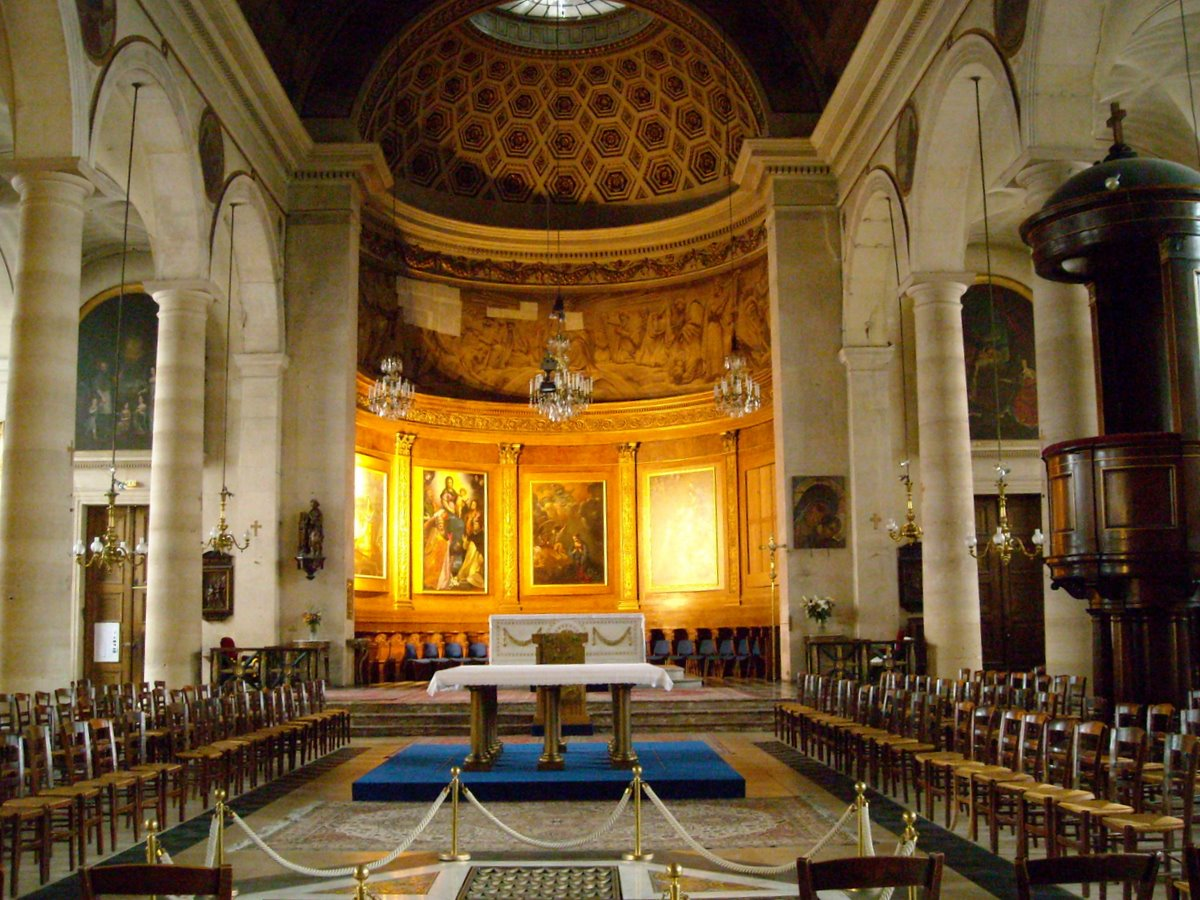
内部

圣母领报教堂（Église Notre-Dame-de-Bonne-Nouvelle）是法国巴黎的一座罗马天主教本堂区圣堂，位于巴黎第二区月亮路（Rue de la Lune）25号，建于1823年到1830年。博纳努韦勒大道（Boulevard de Bonne-Nouvelle）和佳音（Bonne Nouvelle）地铁站都得名于这座教堂。 
圣母领报教堂始建于1551年，1591年未来的亨利四世围困巴黎期间，被天主教联盟摧毁。1628年，王后奥地利的安妮为新教堂奠基。由于在法国大革命期间受到破坏变得不安全，教堂于1823年拆卸，只有钟楼保存，与目前建筑一体化（可能是16世纪的）。17世纪的教堂朝向西，面临圣母领报路（Rue Notre-Dame de Bonne-Nouvelle）。当时在教堂东面，到圣但尼门的斜坡，是一个墓地。目前教堂为新古典主义风格，由建筑师Étienne-Hippolyte Godde建于1823年到1829年。它的入口向北，面临月亮路，内部朴素，立面采用托斯卡纳柱式。